# 葵安工廠大廈

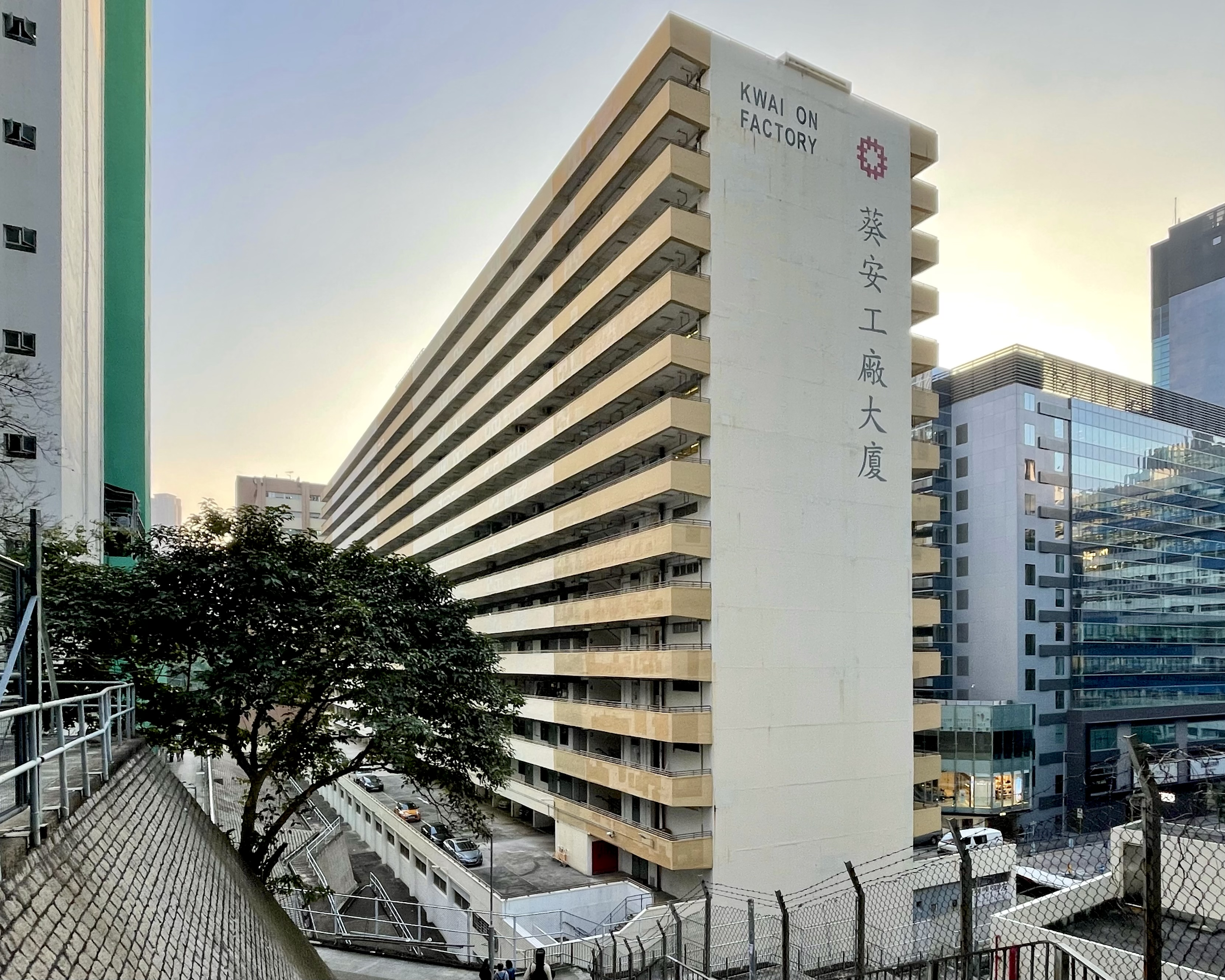
葵安工廠大廈

葵安工廠大廈（英語：Kwai On Factory Estate），是位於香港新界葵青區中葵涌一座已拆卸工廠大廈，門牌號碼大連排道103-113號，鄰近九龍貿易中心，由香港房屋委員會在1979年11月興建而成，並於2023年起拆卸重建。葵安廠廈共有15層高，提供805個單位，建設之目的是為荃灣及葵涌區內因地下鐵路建設工程而遭拆遷的廠戶，提供徙置單位以便重新經營。

## 簡介

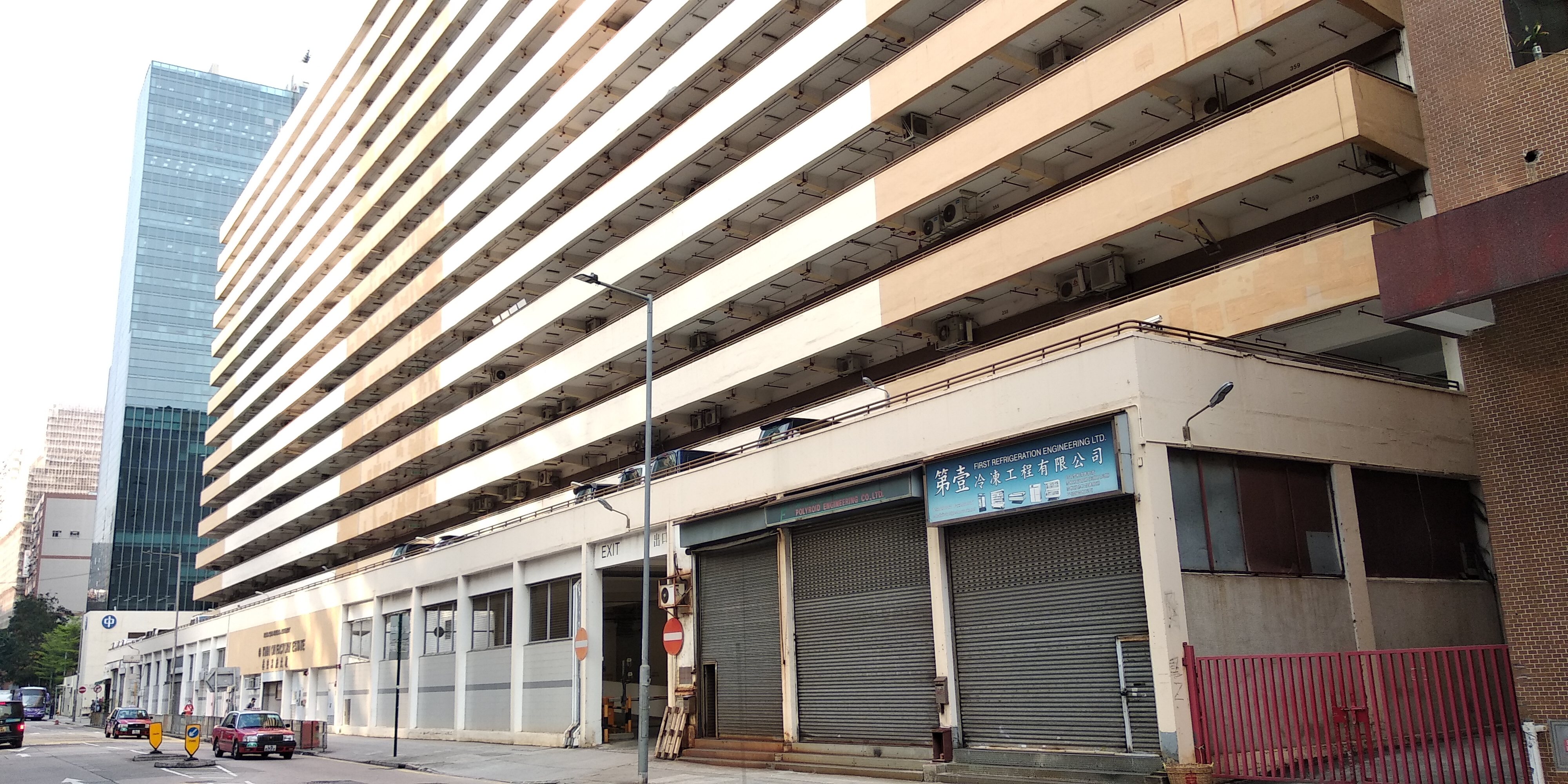
葵安工廠大廈（大連排道）

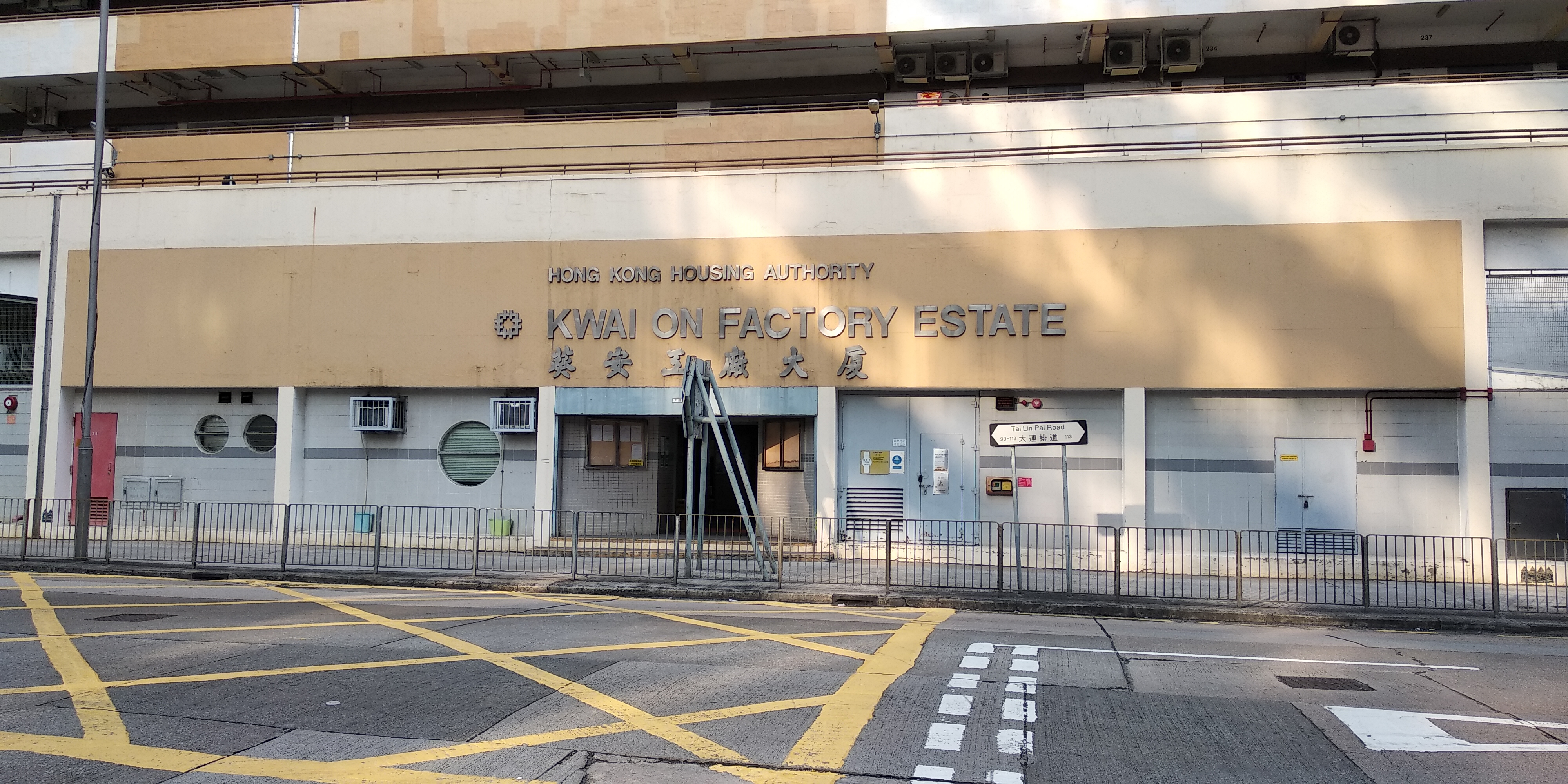
葵安工廠大廈正門

葵安工廠大廈是一座設有升降機的新型分層工廠大廈，鄰近九龍貿易中心，與大連排道直向並行，目前由房委會委託物業管理公司代為管理。樓宇設計是「I」型，樓高15層，提供805個單位，升降機分別設於大廈中央及兩端附翼，而廁所則同時在兩端附翼的升降機大堂旁邊，大廈辦事處設於地下。
大廈在1979年11月興建而成，香港政府於1978年在荃灣新市鎮開展地下鐵路荃灣支綫（今港鐵荃灣綫）的建設工程，並在荃灣及葵涌各地收地，因為荃灣新市鎮內沒有足夠的徙置工廠單位，受影響廠戶於是搬到下葵涌工業安置區（現今的葵芳站一帶）。隨著葵安廠廈的落成，房委會在1979年12月開始安排那些廠戶再次搬到葵安廠廈內，並派發搬遷津貼。因為地下鐵路公司（今港鐵公司）急需上述安置區地盤，房委會限定廠戶要在1980年3月或之前搬到葵安廠廈或其他地方。最後港府如期收回安置區，交予地鐵興建車站。除了荃灣及葵涌廠戶，葵安廠廈也收納受黃竹坑清拆舊區行動影響的廠戶，及1980年2月遭遇柴灣木屋區大火的廠戶。
自葵安廠廈開始，房委會採用這種新式設計，在九龍及新界興建數座廠廈，比以往由徙置事務處興建的舊式徙置廠廈更具規模，部份大廈更高至26層，直到1984年11月宏昌工廠大廈落成後，房委會便停建廠廈至今。

## 現況
房委會曾在1989年檢討其轄下工廠大廈的情況，決議長遠逐步減持廠廈單位，以集中發展公共房屋，於是房委會在1990年代起開始清拆或改建1979年以前落成的舊式廠廈。隨著最後僅存舊式廠廈柴灣工廠邨大廈於2012年9月停用及改建，葵安工廠大廈便成為房委會最舊的運作中廠廈，直至2023年拆卸為止。　

### 清拆重建

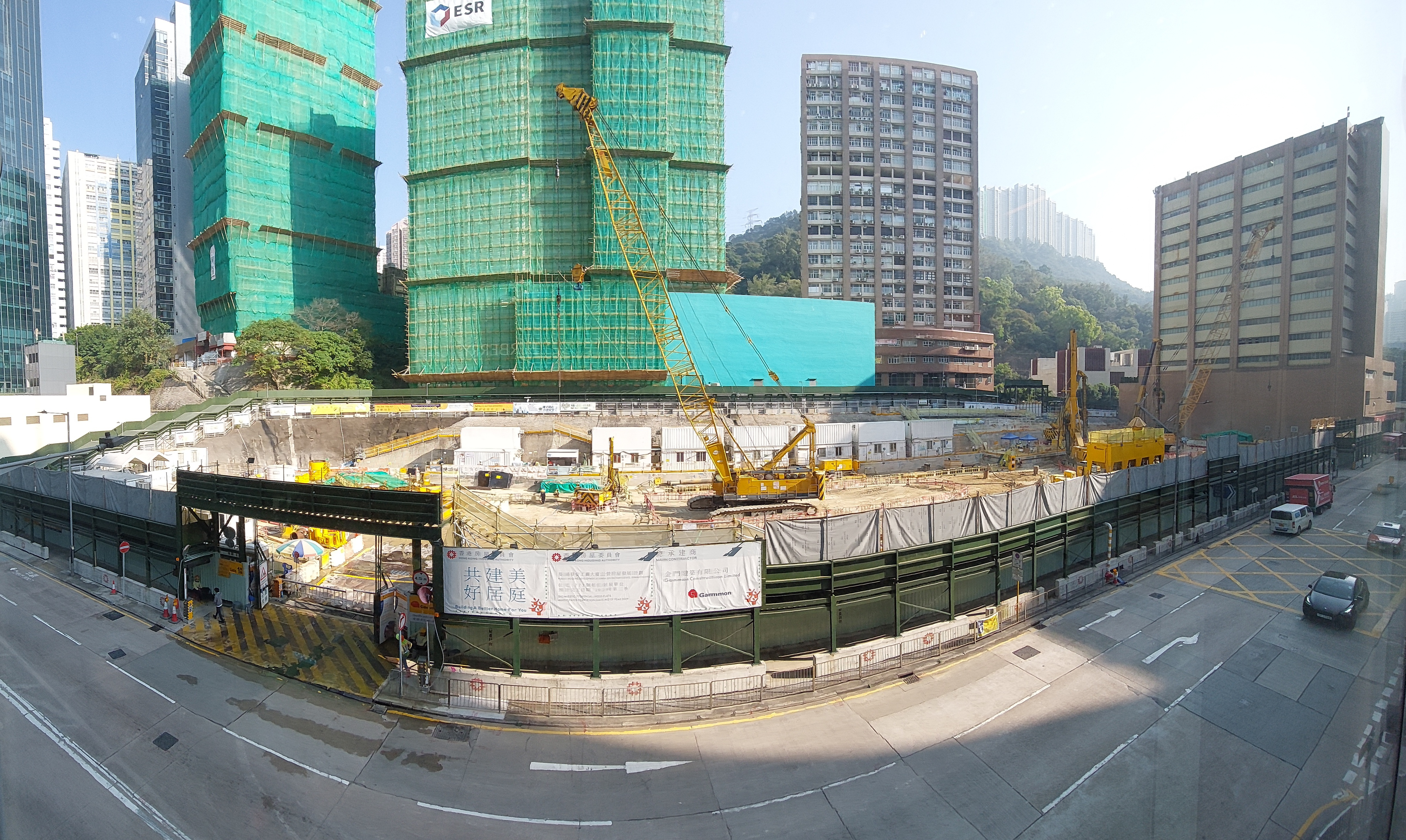
葵安工廠大廈拆卸後重建為公屋，正進行地基工程（2024年12月）

雖然香港經濟近年已不再由工業來主導，但房委會廠廈仍然幾乎達至全面出租，大部份廠戶從事製造或修理。2019年8月，港府計劃提交《消防安全（工業建築物）條例》草案，由於葵安等廠廈均在1987年前興建，所以若條例獲得通過，房委會便需展開大規模改善工程以提升消防標準。為盡量減少受影響租戶數目及避免新出租單位租戶蒙受損失，房委會於是在同年暫時凍結出租空置工廠單位。與此同時，行政長官林鄭月娥透過《2019年施政報告》建議房委會將旗下個別廠廈重建作公屋，也令房委會能夠藉機提出重建。《2020年施政報告》亦提到房委會的初步研究將其中三座廠廈重建為公屋，但沒有具體指明是哪三座。傳媒表示，由於葵安廠廈位於工業區，在重建為公屋的過程中將會遇到較多掣肘，但因為交通方便（距葵興站三分鐘路程），附近也有多個大型公共屋邨（如葵芳邨），故一般認為該廈也是重建大熱。
至2021年5月24日，房委會正式公佈拆卸穗輝、業安、宏昌及葵安工廠大廈的計劃，並給予所有租戶為期一年半的通知期，工程已於2023年1月起開始，並已於2024年內完成拆卸。

#### 拆卸工程圖集

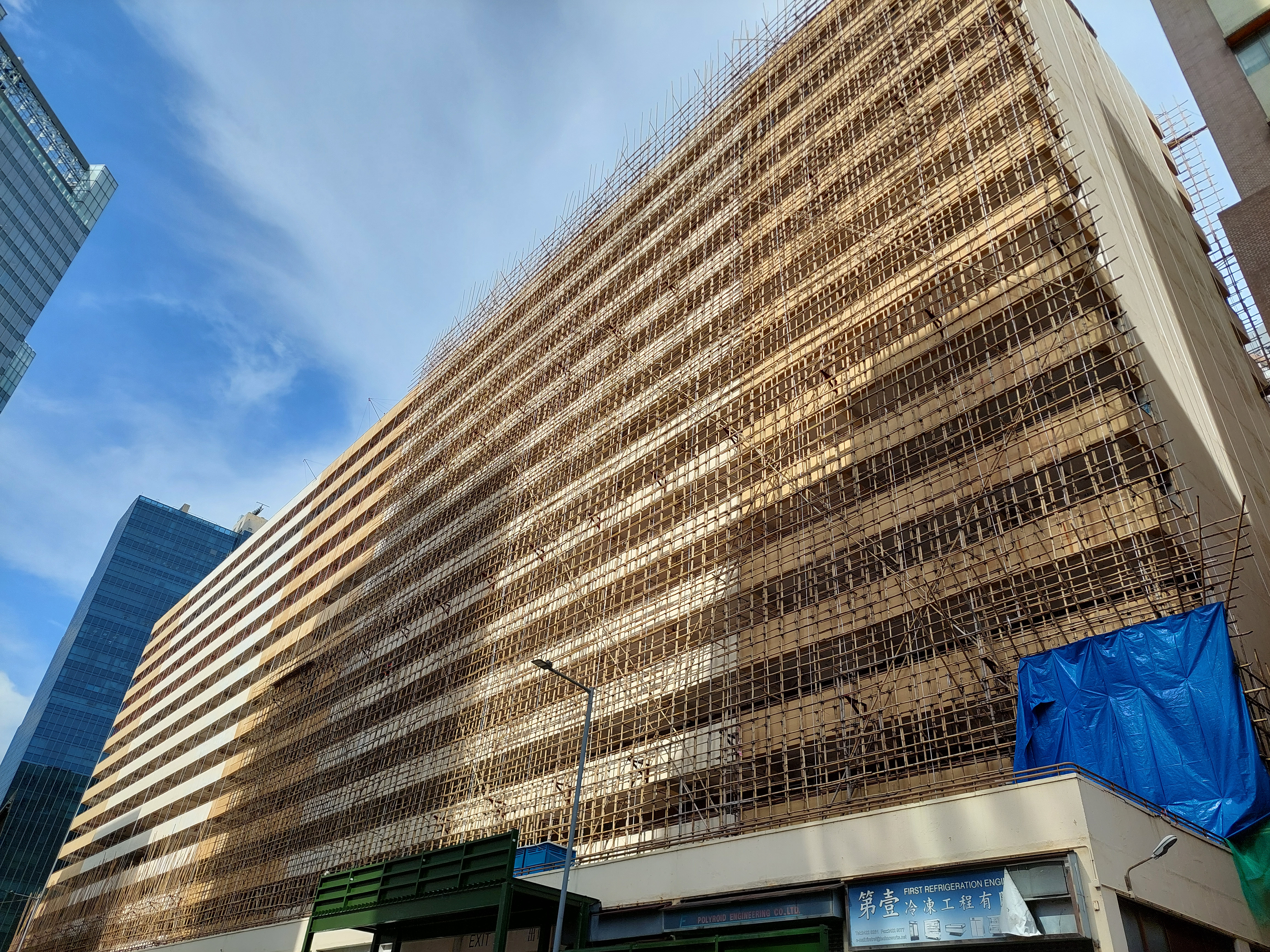
正在搭棚，準備拆卸（2023年8月）
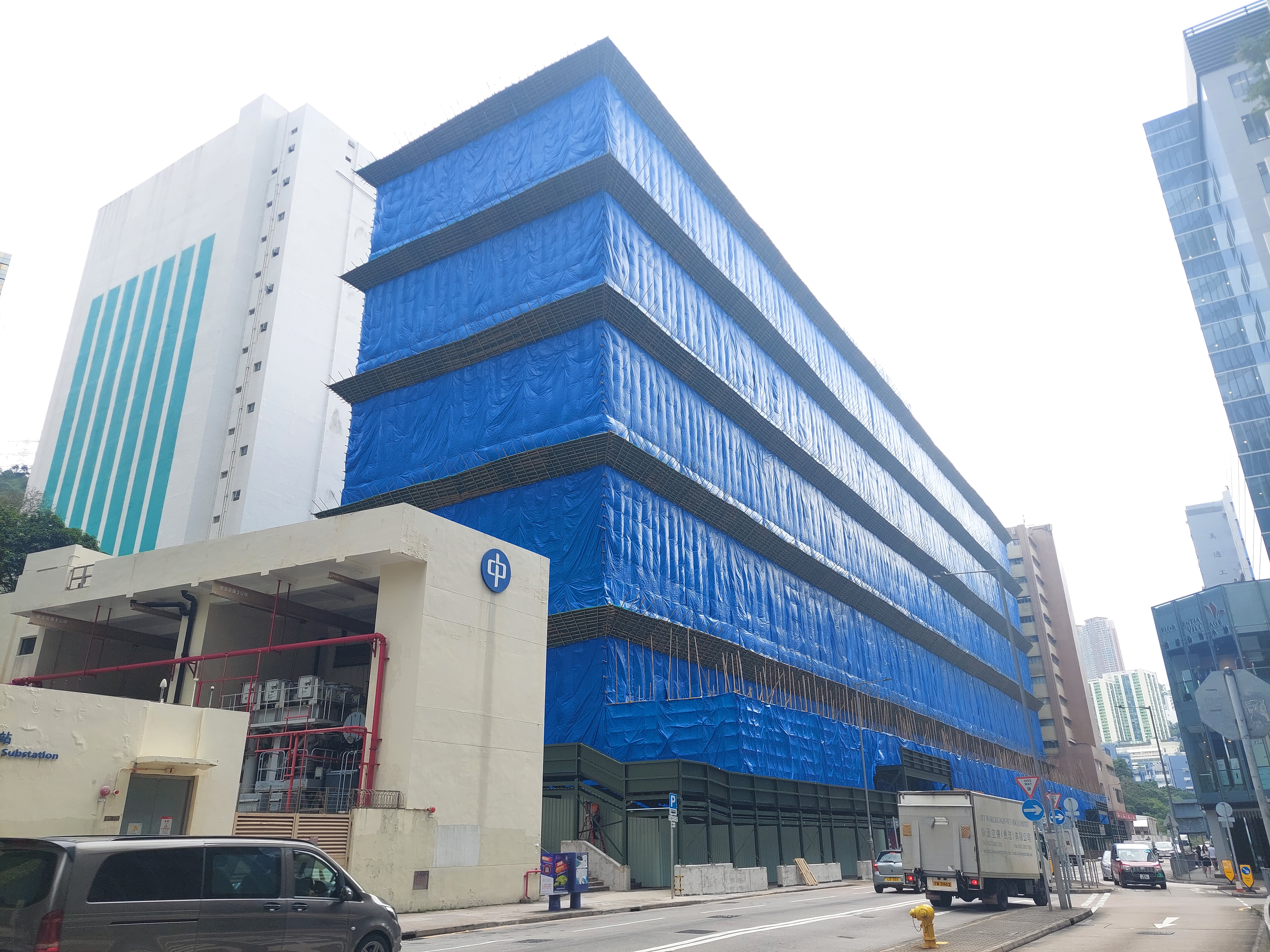
完成搭棚（2023年10月）
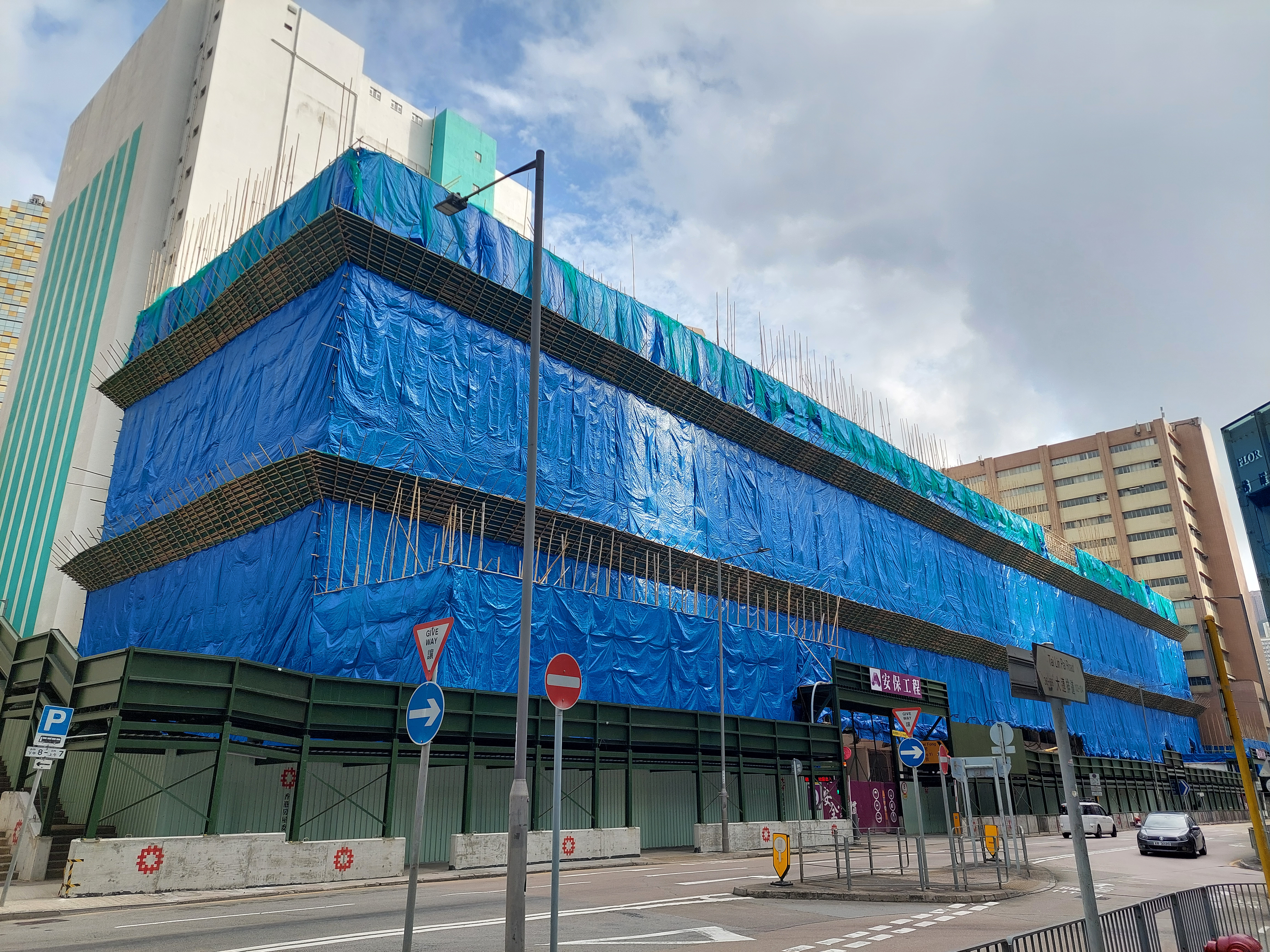
拆至三分之二（2024年2月）
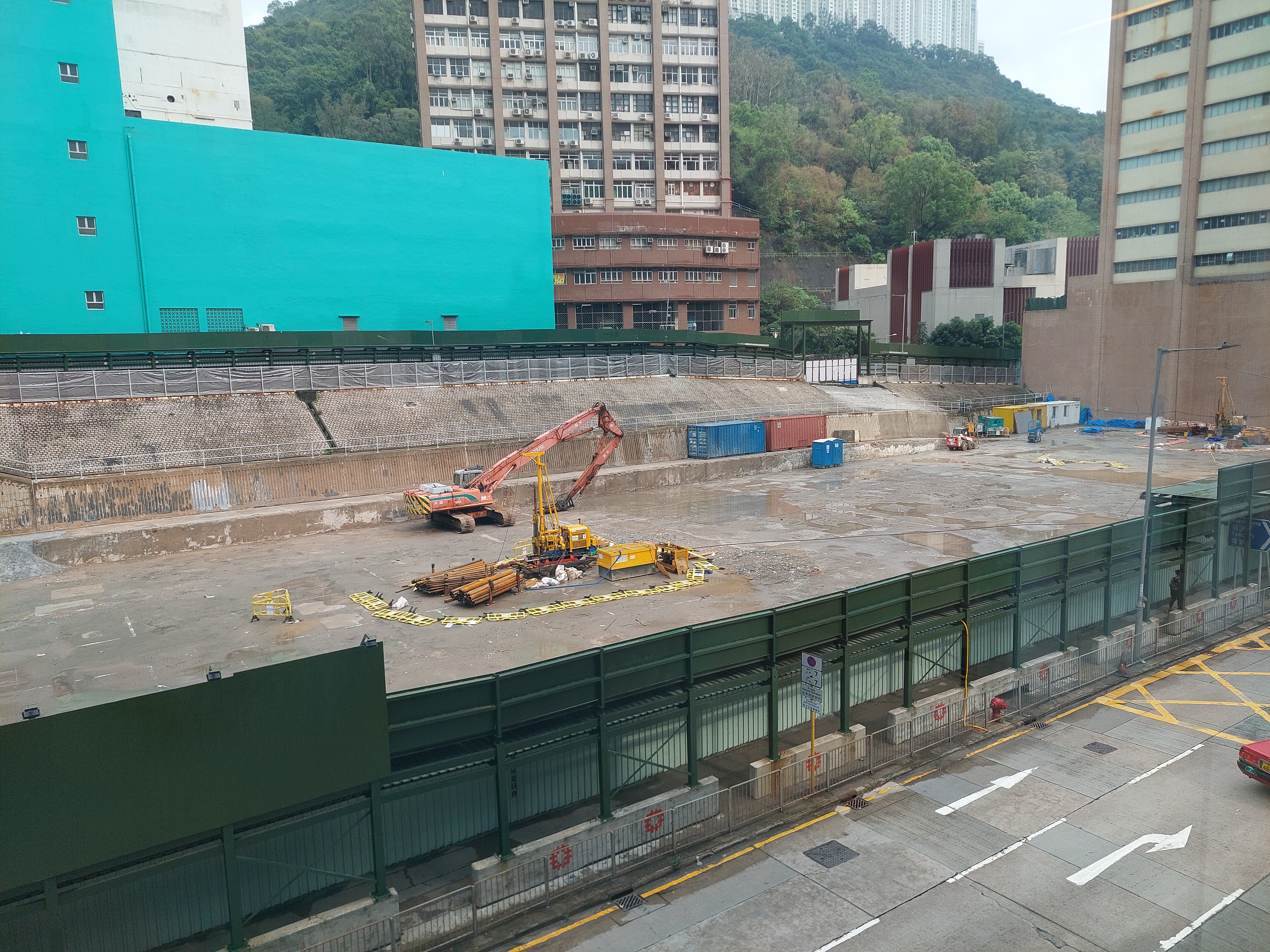
完成拆卸（2024年5月）

## 交通
| 交通路線列表                     |
| -------------------------------- |
| 港鐵 - █ 荃灣綫：葵興站（E出口） |

## 外部連結
- 工廠大廈 （页面存档备份，存于），香港房屋委員會
- 房署工廠（十四）—葵安工廠大廈 （页面存档备份，存于），公共屋邨圖片集